# Federazione cestistica di Vanuatu
La Federazione cestistica di Vanuatu è l'ente che controlla e organizza la pallacanestro a Vanuatu.
La federazione controlla inoltre la nazionale di pallacanestro di Vanuatu e ha sede a Port Vila.
È affiliata alla FIBA dal 1966 e organizza il campionato di pallacanestro di Vanuatu.